# 苻侯
苻侯（？—359年），氐族人，略阳郡临渭县（甘肃秦安县陇城镇）人，前秦太祖苻洪的堂弟，世祖苻坚从祖，永安王，右光禄大夫、太尉。
357年，苻坚即位为天王，诸王全都降为公。命右光禄大夫、永安公苻侯为太尉，晋公苻柳为车骑大将军、尚书令。封弟弟苻融为阳平公，苻双为河南公，儿子苻丕为长乐公，苻晖为平原公，苻熙为广平公，苻睿为钜鹿公。358年九月，苻坚返回长安，任命太尉苻侯暂任尚书令。359年，前秦平羌护军高离据守略阳反叛，永安威公苻侯前往讨伐，没有攻克苻侯就死去，谥号威。四月，骁骑将军邓羌、秦州刺史啖铁讨伐平定了高离反叛。